# 尤劲东

尤勁東（You Jindong 1949年—），别名碑北，中國當代畫家，北京人，生于湖南長沙，現居北京，曾任中國美術家恊會理事,中央美術學院版畫系教授。擅長連環畫、版畫、油畫。

## 生平
尤勁東祖籍江蘇無錫，出生於湖南長沙，1950年隨父母定居北京。1965年考入中央美術學院附中學習。隨後文革開始，學業中斷。1969到1978年文化大革命時，被下放，1969年到黑龍江建設兵團插隊勞動，在此期間先後從事過農業工人、小學教師、農場宣傳員等工作。1975年調至樺南縣，生產建設兵團31團。1978年考入瀋陽魯迅美術學院版畫系學習。1982年畢業於瀋陽魯迅美術學院版畫系，獲學士學位。 1985年畢業於中央美術學院研究生班，獲碩士學位,後留校任教。1985年參加第四屆全國美代會，被選為中國美術家協會理事，並任連環畫藝委會委員。1990年始到日本遊學，作為職業畫家，研究丙烯材料技法。在此期間先後在東京每日畫廊、三越畫廊、東京中央美術館、崎玉美術館等多次舉辦過個人展覽。 2000年歸國，回中央美院版畫系任教，從事插圖的教學與研究，擔任教授。

## 艺术成就
1985年《人到中年》第六届全國美術作品展覽獲得金獎、其中作品被中國美術館收藏

1986年第三屆全國連環畫評獎榮獲繪畫一等榮譽獎
2006年在中央美術學院方在中國美術館主辦尤劲东個人展
作品曾在中國美術館、上海美術館、東京中央美術館、崎玉美術館、東京每日畫廊、三越畫廊、等國際展展出。在日本當職業畫家期間作品被《藝術頂峰》、《月刊美術》、《美術年鑒》等多種日本美術刊物介紹。

## 著名作品

### 人到中年（1985）
20世紀80年代初，諶容的小說《人到中年》感動了很多人，由其主角陸文婷眼科醫生對工作虔誠的情操深深觸動著尤勁東，看過之後内心也久久不能平静，一种熟悉的美好的東西在心里立了起来，于是决定將它畫成連環畫，作為畢業創作。小說里描繪的中年知識份子和北京的生活環境，我是熟悉的。但在动笔前我坚持再次去体验生活，收集素材。在这个过程中我渐渐感受到，自然的姿态，器具组合、排列构成的毫无斧凿痕迹的质朴的美，是坐在屋里翻翻画报的人所无法想象的！甚至它们本身就有情节和思想，尤其是结合到创作的具体内容时更是深有体会。於是把7萬字的中篇小說轉換為73幅畫作，但這无疑是巨大的難題和考驗。為此，尤勁東十分注重藝術加工的概括、提錬，并盡可能地發揮了視覺形象自身的特殊性。他既用了幾近超寫實的手法塑造人物，又穿插一些抽象的、象徵的、超時空的畫面以及三聯畫的運用，或在特定場景的調度、銜接中，著力於表現人物的情緒和心理空間，以造型藝術語言自身的感染力超越文學語言的局限。畫稿擇取帶紋理的紙面，將單色素描和色塊及裝飾性手法交錯使用，使情境和心理場面的描繪得以强化，賦予寫實連環畫以新的生機。
此作品81年問世後引起聚多的討論，被多本藝術雜誌所介绍而影響深遠，不少知識青年受到了《人到中年》的影響從而選擇了從醫懸壺濟世。 《人到中年》連環畫在第六届全國美展獲金奖，全國第三届連環畫創作評獎獲繪畫一等獎。
「人到中年」插畫被中國美術館收藏。

### 法尼娜、法尼尼（1981）
「法尼娜、法尼尼」是尤勁東第一部連環畫作品，於1981年創作。描述的是意大利青年人米西芮與愛他的姑娘法尼娜、法尼尼的故事。

### 黑黑的沃土（1986）
「黑色的沃土」是尤勁東在1986年創作的連環畫作品，故事背景是根據文革時期知青上山下鄉時在北大荒的經歷所創作的連環畫。

### 青春日祭插图 (2006)
展出的作品，是尤劲东根据在北大荒插队十年，所作日记中的事件和个人经历为背景。作品是从现实对自身经历的返观，是对逝去生活的祭奠.
其中作品再次被中國美術館收藏。

## 个展
- 1985年：《人到中年》在第六届全國美展連環畫展獲的金獎
- 1993年  川上畫廊舉辦個人展，日本東京都
- 2006年  中國美術館主辦尤劲东個展-“青春日祭插圖”、其中作品把画送往佳木斯再次被中國美術館收藏。

## 群展
- 2008年  上海美術館，“青春敘事-知青畫家油畫邀請展”
- 2009年 參展"央美台艺-版画风华"展, 展覽在北京台湾同期开幕
- 2016年  中國美術館，“中國自然之聲油畫藝術研究院第二屆中國風景油畫邀請展-山河交響”
- 2022年  中央美術學院美術館， “老先生，新時代”

### 奖项
- 1985年：《人到中年》第六届全國美展連環畫金獎
- 1986年： 第三屆全國連環畫評獎榮獲繪畫一等榮譽獎